# عروج أفتاب
عروج أفتاب (بالإنجليزية: Arooj Aftab)‏ هي مغنية باكستانية ولدت في 11 مارس 1985.

## وصلات خارجية
- عروج أفتاب على موقع IMDb (الإنجليزية)
- عروج أفتاب على موقع ميوزك برينز (الإنجليزية)
- عروج أفتاب على موقع أول ميوزيك (الإنجليزية)
- عروج أفتاب على موقع ديسكوغز (الإنجليزية)